# 風神の門
『風神の門』（ふうじんのもん）は、司馬遼太郎の長編時代小説。1961年（昭和36年）から1962年4月まで『東京タイムズ』に連載された。
戦国時代の忍者・霧隠才蔵こと服部才蔵が主人公となっている。真田十勇士を題材にした作品であるが、猿飛佐助と霧隠才蔵以外の十勇士は殆ど描写されていない。また、作品に登場する忍術は一貫して合理性を持たせて描写されており、忍術ものとしては荒唐無稽な描写が少ない作風となっている。
本作を原作とした同名のテレビドラマが1980年にNHK総合テレビジョンで放送された。

## あらすじ
時は関ヶ原の戦いから十数年を経ていた。徳川家康により、豊臣家は大坂城に莫大な黄金と共に封じられていた。嵐の前の静けさか、京大阪では秘密裏に徳川・豊臣双方の間者が暗躍していた。
そんな時期に、伊賀忍者の頭領霧隠才蔵は人違いで何者かに襲われた。その真相を探るべく動きだした才蔵を、時勢の渦が捕らえてゆく。
真田幸村に忠誠を誓う猿飛佐助率いる甲賀の集団。謎の技を駆使する風魔の集団・伝説の忍者獅子王院との忍術合戦に、才蔵は命をかけて臨んでゆく。やがて、戦国期の終焉を告げる大坂の陣へ至る。

## 刊行書誌
- 『風神の門』新潮社、1962年
- 『風神の門』春陽文庫 全1巻、1968年、新版1996年
- 『風神の門』新潮文庫、1969年
- 『風神の門』新潮文庫（改版・上下）1987年、新版2005年
- 『司馬遼太郎全集2　風神の門』文藝春秋、1973年

## テレビドラマ
本作を原作とした同名のテレビドラマ（全23回）が、1980年4月9日から10月1日まで、毎週水曜午後8時にNHK総合テレビジョンで放送された。2006年・2016年・2019年には時代劇専門チャンネルで再放送された。DVDも出されている。ただしドラマ版と小説版は相当異なっている。

### スタッフ
- 原作：司馬遼太郎『風神の門』、『城塞』より
- 脚本：金子成人
- 音楽：池辺晋一郎

### キャスト
- 霧隠才蔵：三浦浩一
- お国：堀越恵里子（7歳時）→小野みゆき
- 獅子王院：磯部勉
- 青子：樋口可南子
- 真田昌幸：宮口精二
- 真田幸村：竹脇無我
- 猿飛佐助：渡辺篤史
- 穴山小助：森川正太
- 三好清海入道：団しん也
- 隠岐殿：多岐川裕美
- 梅ヶ枝：亜湖
- 桂木：岡本茉莉
- 大野修理：伊丹十三
- 大蔵卿局：初井言榮
- 後藤又兵衛：大木実
- 増田盛次：伊藤高
- 明石掃部：竜崎勝
- 青木民部：久世龍之介
- 東田市之介：辻萬長
- 徳川家康：入江正夫
- 俊岳：佐藤慶
- 板倉勝重：寺田農
- 本多左門：殿山泰司
- 大納言晴季：岩井半四郎 (10代目)
- 米川堅物：大塚周夫
- 萩野：折原啓子
- 孫八：北見治一
- 菊千代：小野ヤスシ
- 信乃：政岡愛子
- 百舌：水森コウ太
- 仙左衛門：山田吾一
- 佐平次：汐路章
- 啄木：たこ八郎
- 頬白：柄本明
- 治作：稲葉義男
- 堺屋利兵衛：入川保則
- 黒夜叉：平泉征
- 老婆：千石規子
- 甲賀忍者：加藤精三
- 村人：柳谷寛
- 娘：マキノ佐代子
- 小若：五十嵐知子
- 宿屋の客：須永慶、島津冴子
- 女中（くノ一）：麻吹淳子

### 主題歌
- クリスタルキング「時間差」（作詞：阿里そのみ、作曲：池辺晋一郎）

### サブタイトルと視聴率
1. 伊賀者上洛(12.8%)[1]
2. 冬の暗流(12.8%)
3. 影の群像(11.1%)
4. 風雲胎動(12.7%)
5. 大坂暮色(8.3%)
6. 暗殺街道(11.6%)
7. 九度山慕情(11.2%)
8. 変身居士(9.3%)
9. 時節到来(10.8%)
10. 大殺陣(10.2%)
11. 家康狙撃(10.1%)
12. 城壁に死す(11.2%)
13. 敵中潜行(9.3%)
14. 追撃無宿(9.4%)
15. 名古屋城大爆破(8.8%)
16. 影法師参上(5.4%)
17. 慶長地獄節(11.9%)
18. 開戦前夜(9.1%)
19. 大坂冬の陣(11.8%)
20. 甲賀決死隊(11.2%)
21. 女忍者無情(10.8%)
22. 幸村憤死(10.9%)
23. 戦士の出発(11.6%)

平均視聴率:10.5%